# Saint-Méry
Pour les articles homonymes, voir Méry.
Saint-Méry est une commune française située dans le département de Seine-et-Marne en région Île-de-France.

## Géographie

### Localisation
La commune est située à environ 6,5 kilomètres au sud-ouest de Mormant.

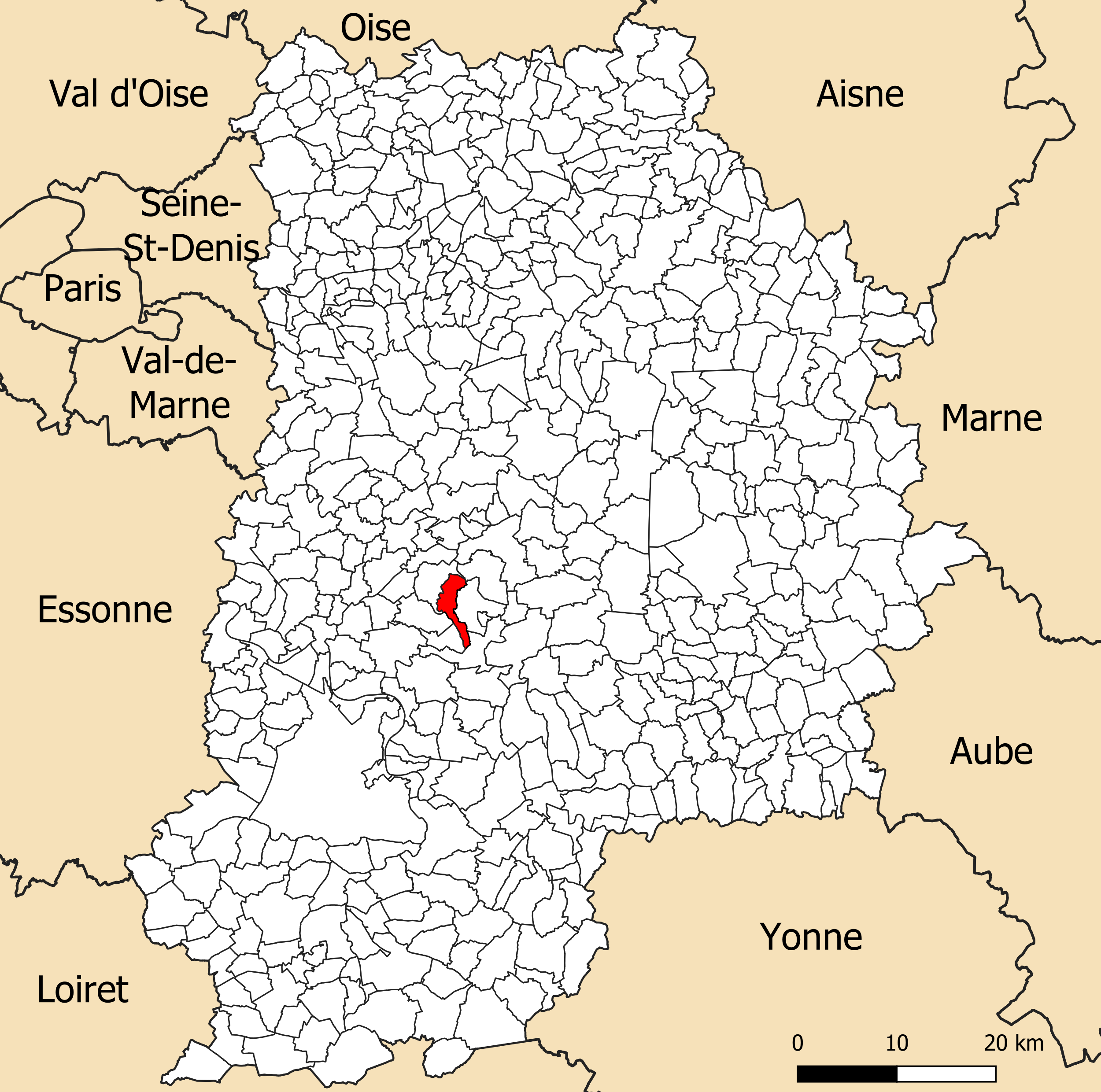
Localisation de la commune de Saint-Méry dans le département de Seine-et-Marne

### Communes limitrophes
|                           |            | Mormant              |
| Champeaux                 | Saint-Méry | Bombon               |
| Blandy Châtillon-la-Borde |            | La Chapelle-Gauthier |

### Hydrographie

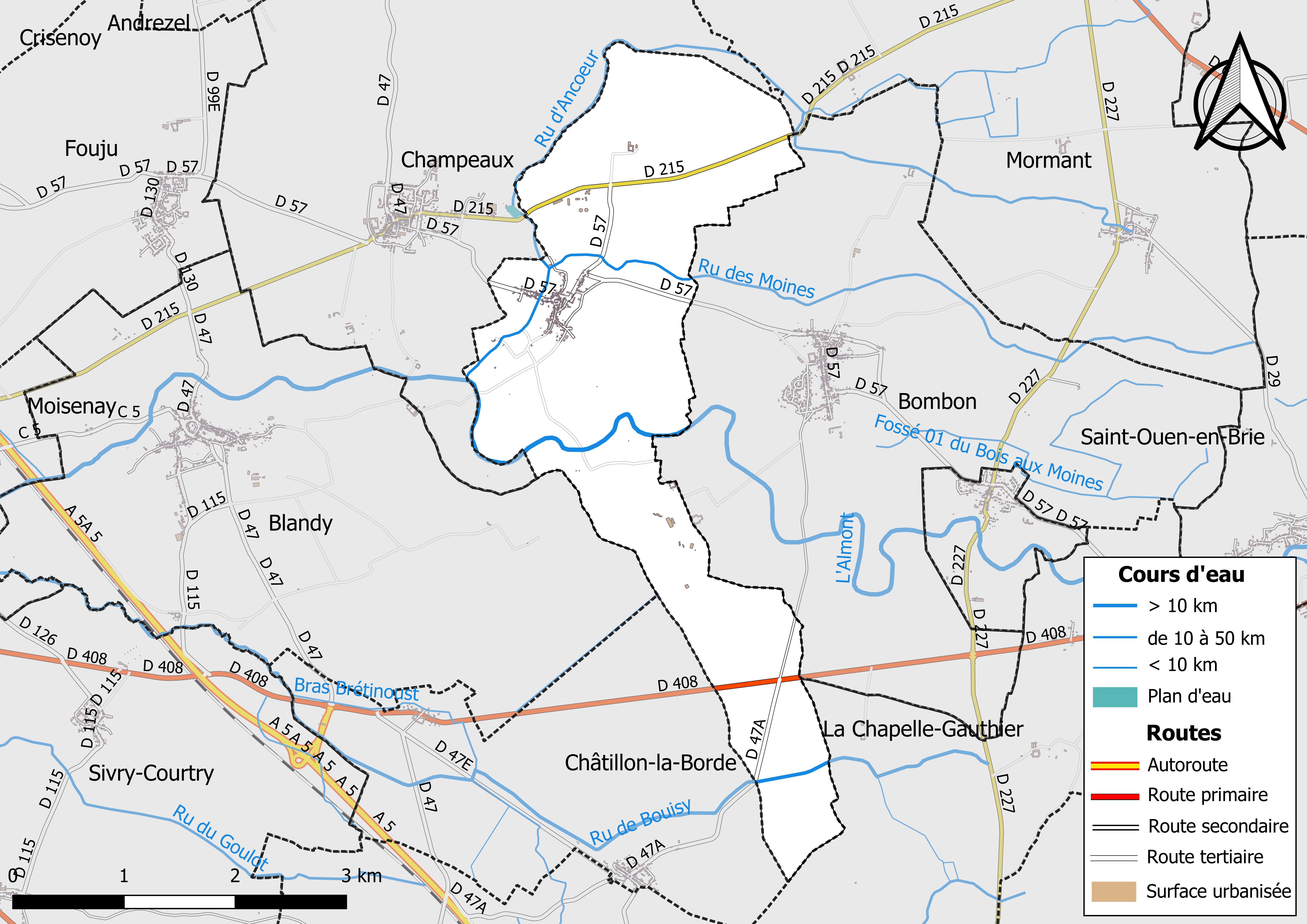
Carte des réseaux hydrographique et routier de Saint-Méry.

Le réseau hydrographique de la commune se compose de cinq cours d'eau référencés :
- la rivière l’Almont ou ru d'Ancoeuil, longue de 42,15 km[3], affluent de la Seine en rive droite ;
  - le ru de Bouisy, long de 11,66 km[4] ;
  - le ru d'Ancoeur ou ru de la Prée, 9,63 km[5], qui conflue avec l’Almont ;
    - le ru des Moines, 7,05[6], affluent du ru d'Ancoeur ;
- le canal du Bois de Blandy, 1,67 km[7].

La longueur totale des cours d'eau sur la commune est de 6,05 km.

### Climat
Pour des articles plus généraux, voir Climat de l'Île-de-France et Climat de Seine-et-Marne.
En 2010, le climat de la commune est de type climat océanique dégradé des plaines du Centre et du Nord, selon une étude du CNRS s'appuyant sur une série de données couvrant la période 1971-2000. En 2020, Météo-France publie une typologie des climats de la France métropolitaine dans laquelle la commune est exposée à un climat océanique altéré et est dans la région climatique Nord-est du bassin Parisien, caractérisée par un ensoleillement médiocre, une pluviométrie moyenne régulièrement répartie au cours de l’année et un hiver froid (3 °C).
Pour la période 1971-2000, la température annuelle moyenne est de 11 °C, avec une amplitude thermique annuelle de 15,3 °C. Le cumul annuel moyen de précipitations est de 725 mm, avec 11,5 jours de précipitations en janvier et 7,7 jours en juillet. Pour la période 1991-2020, la température moyenne annuelle observée sur la station météorologique la plus proche, située sur la commune de Grandpuits-Bailly-Carrois à 10 km à vol d'oiseau, est de 11,3 °C et le cumul annuel moyen de précipitations est de 704,0 mm,. Pour l'avenir, les paramètres climatiques de la commune estimés pour 2050 selon différents scénarios d'émission de gaz à effet de serre sont consultables sur un site dédié publié par Météo-France en novembre 2022.

### Milieux naturels et biodiversité
Aucun espace naturel présentant un intérêt patrimonial n'est recensé sur la commune dans l'inventaire national du patrimoine naturel,,.

## Urbanisme

### Typologie
Au 1er janvier 2024, Saint-Méry est catégorisée commune rurale à habitat dispersé, selon la nouvelle grille communale de densité à sept niveaux définie par l'Insee en 2022.
Elle est située hors unité urbaine. Par ailleurs la commune fait partie de l'aire d'attraction de Paris, dont elle est une commune de la couronne,. Cette aire regroupe 1 929 communes,.

### Lieux-dits, écarts et quartiers
La commune compte 62 voies  dont  44 lieux-dits administratifs répertoriés.

### Occupation des sols
L'occupation des sols de la commune, telle qu'elle ressort de la base de données européenne d’occupation biophysique des sols Corine Land Cover (CLC), est marquée par l'importance des territoires agricoles (63,5 % en 2018), en diminution par rapport à 1990 (68,6 %). La répartition détaillée en 2018 est la suivante : 
terres arables (58,1% ), forêts (28,9% ), espaces verts artificialisés, non agricoles (5,1% ), zones agricoles hétérogènes (4,9% ), zones urbanisées (2,5% ), prairies (0,4 %).
Parallèlement, L'Institut Paris Région, agence d'urbanisme de la région Île-de-France, a mis en place un inventaire numérique de l'occupation du sol de l'Île-de-France, dénommé le MOS (Mode d'occupation du sol), actualisé régulièrement depuis sa première édition en 1982. Réalisé à partir de photos aériennes, le Mos distingue les espaces naturels, agricoles et forestiers mais aussi les espaces urbains (habitat, infrastructures, équipements, activités économiques, etc.) selon une classification pouvant aller jusqu'à 81 postes, différente de celle de Corine Land Cover,,. L'Institut met également à disposition des outils permettant de visualiser par photo aérienne l'évolution de l'occupation des sols de la commune entre 1949 et 2018.

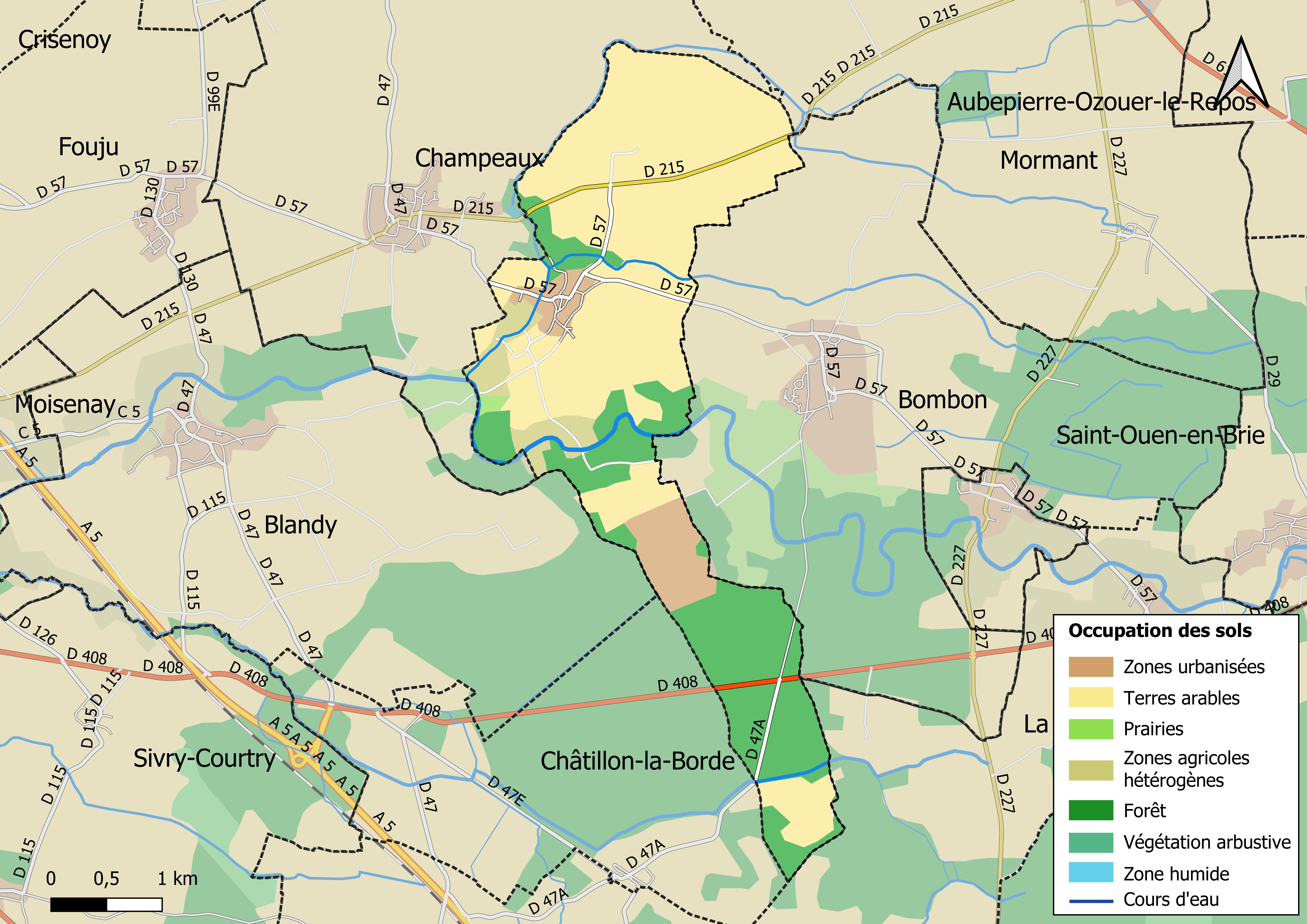
Carte des infrastructures et de l'occupation des sols en 2018 (CLC) de la commune.
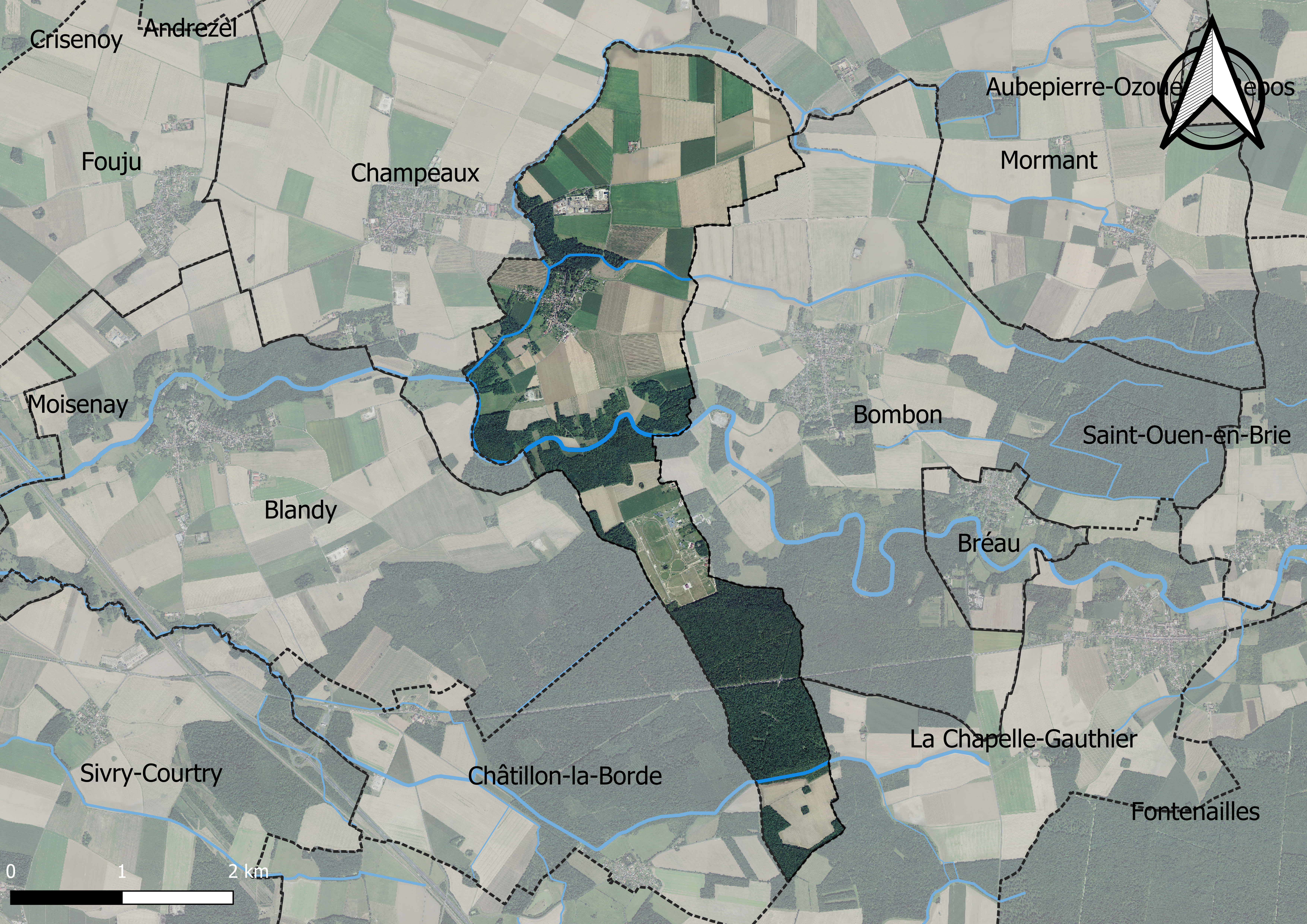
Carte orhophotogrammétrique de la commune.

### Planification
La commune disposait en 2019 d'un plan local d'urbanisme approuvé. Le zonage réglementaire et le règlement associé peuvent être consultés sur le Géoportail de l'urbanisme.

### Logement
En 2017, le nombre total de logements dans la commune était de 185 dont 88,6 % de maisons (maisons de ville, corps de ferme, pavillons, etc.) et 11,4 % d'appartements.
Parmi ces logements, 78,9 % étaient des résidences principales, 5,4 % des résidences secondaires et 15,7 % des logements vacants.
La part des ménages fiscaux propriétaires de leur résidence principale s'élevait à 85,6 % contre 11,6 % de locataires dont, 3,4 % de logements HLM loués vides (logements sociaux) et, 2,7 % logés gratuitement.

### Voies de communication et transports
Le sentier de grande randonnée GR 1 fait une incursion sur le territoire de la commune.

## Toponymie
Le nom de la localité est mentionné sous les formes R. de Sancto Mederico en 1171,; Sanctus Merri en 1209, ; Sanctus Medericus vers 1250, ; Ecclesia de Sancto Mederico juxta Campellos en 1287, ; Saint Merry lez Champiaux en Brie en 1355, ; Saint Marry emprez Champeaulx en 1384, ; Saint Marry en 1446, ; Saint Marri en Brie en 1496, ; Le fief et seigneurie de Saint Mederic, autrement dit Saint Merry en 1564, ; Saint Mery en Brie en 1598,.
La commune a été édifiée à partir d'une chapelle dédiée Saint Méry (Médéric).

## Histoire
Vers la fin du VIIe siècle, saint Médéric, abbé de Saint-Martin d'Autun, partit en pèlerinage sur les tombeaux de saint Denis et saint Germain, à Paris, en compagnie d'un jeune moine du nom de Frodulphe. La route fut longue car l'abbé, vieillissant et fatigué, dut souvent s'arrêter pour prendre du repos. C'est ainsi que Médéric et Frodulphe firent halte en un endroit désert à proximité de Paris, où fut ensuite élevée une chapelle en souvenir de l'abbé pèlerin, dont la charité, la piété et les miracles avaient frappé les populations. Bientôt quelques maisons vinrent se grouper autour de l'édifice placé sous le vocable de Saint-Médéric dit Saint-Merry, Saint-Merri ou encore Saint-Méry.

## Politique et administration
| Période                                  | Période  | Identité         | Étiquette | Qualité       |
| ---------------------------------------- | -------- | ---------------- | --------- | ------------- |
| Les données manquantes sont à compléter. |          |                  |           |               |
| avant 1988                               | ?        | Liliane Glikson  |           |               |
| mars 2001                                | 2014     | Jacky Blondelot  |           | informaticien |
| 2014                                     | En cours | Françoise Kubiak |           |               |

## Équipements et services

### Eau et assainissement
L’organisation de la distribution de l’eau potable, de la collecte et du traitement des eaux usées et pluviales relève des communes. La loi NOTRe de 2015 a accru le rôle des EPCI à fiscalité propre en leur transférant cette compétence. Ce transfert devait en principe être effectif au 1er janvier 2020, mais la loi Ferrand-Fesneau du 3 août 2018 a introduit la possibilité d’un report de ce transfert au 1er janvier 2026,.

#### Assainissement des eaux usées
En 2020, la gestion du service d'assainissement collectif de la commune de Saint-Méry est assurée par la communauté de communes Brie des Rivières et Châteaux (CCBRC) pour la collecte, le transport et la dépollution. Ce service est géré en délégation par une entreprise privée, dont le contrat arrive à échéance le 30 juin 2026,,.
L’assainissement non collectif (ANC) désigne les installations individuelles de traitement des eaux domestiques qui ne sont pas desservies par un réseau public de collecte des eaux usées et qui doivent en conséquence traiter elles-mêmes leurs eaux usées avant de les rejeter dans le milieu naturel. La communauté de communes Brie des Rivières et Châteaux (CCBRC) assure pour le compte de la commune le service public d'assainissement non collectif (SPANC), qui a pour mission de vérifier la bonne exécution des travaux de réalisation et de réhabilitation, ainsi que le bon fonctionnement et l’entretien des installations,.

#### Eau potable
En 2020, l'alimentation en eau potable est assurée par la communauté de communes Brie des Rivières et Châteaux (CCBRC) qui en a délégué la gestion à l'entreprise Veolia, dont le contrat expire le 30 juin 2026,.

## Population et société
L'évolution du nombre d'habitants est connue à travers les recensements de la population effectués dans la commune depuis 1793. Pour les communes de moins de 10 000 habitants, une enquête de recensement portant sur toute la population est réalisée tous les cinq ans, les populations de référence des années intermédiaires étant quant à elles estimées par interpolation ou extrapolation. Pour la commune, le premier recensement exhaustif entrant dans le cadre du nouveau dispositif a été réalisé en 2007.

En 2022, la commune comptait 333 habitants, en évolution de −5,93 % par rapport à 2016 (Seine-et-Marne : +3,92 %, France hors Mayotte : +2,11 %).
| 1793 | 1800 | 1806 | 1821 | 1831 | 1836 | 1841 | 1846 | 1851 |
| ---- | ---- | ---- | ---- | ---- | ---- | ---- | ---- | ---- |
| 530  | 550  | 499  | 573  | 586  | 554  | 559  | 555  | 569  |

| 1856 | 1861 | 1866 | 1872 | 1876 | 1881 | 1886 | 1891 | 1896 |
| ---- | ---- | ---- | ---- | ---- | ---- | ---- | ---- | ---- |
| 559  | 535  | 523  | 471  | 446  | 427  | 450  | 455  | 408  |

| 1901 | 1906 | 1911 | 1921 | 1926 | 1931 | 1936 | 1946 | 1954 |
| ---- | ---- | ---- | ---- | ---- | ---- | ---- | ---- | ---- |
| 413  | 335  | 326  | 305  | 302  | 292  | 209  | 262  | 259  |

| 1962 | 1968 | 1975 | 1982 | 1990 | 1999 | 2006 | 2007 | 2012 |
| ---- | ---- | ---- | ---- | ---- | ---- | ---- | ---- | ---- |
| 282  | 255  | 236  | 278  | 302  | 366  | 386  | 389  | 372  |

| 2017 | 2022 | - | - | - | - | - | - | - |
| ---- | ---- | - | - | - | - | - | - | - |
| 344  | 333  | - | - | - | - | - | - | - |

## Économie

### Revenus de la population et fiscalité
En 2017, le nombre de ménages fiscaux de la commune était de 143, représentant 340 personnes et la  médiane du revenu disponible par unité de consommation  de 26 730 euros.

### Emploi
En 2017 , le nombre total d’emplois dans la zone était de 79, occupant 182 actifs  résidants.
Le taux d'activité de la population (actifs ayant un emploi) âgée de 15 à 64 ans s'élevait à 78,3 % contre un taux de chômage de 3,5 %. 
Les 18,3 % d’inactifs se répartissent de la façon suivante : 8,3 % d’étudiants et stagiaires non rémunérés, 5,2 % de retraités ou préretraités et 4,8 % pour les autres inactifs.

### Secteurs d'activité

#### Entreprises et commerces
En 2018, le nombre d'établissements actifs était de 13 dont 3 dans l’industrie manufacturière, industries extractives et autres, 1 dans la construction, 1 dans le commerce de gros et de détail, transports, hébergement et restauration, 2 dans les activités immobilières, 3 dans les activités spécialisées, scientifiques et techniques et activités de services administratifs et de soutien, 1 dans l’administration publique, enseignement, santé humaine et action sociale et 2  étaient relatifs aux autres activités de services.
En 2019, une entreprise individuelle a été créée sur le territoire de la commune.
Au 1er janvier 2020, la commune ne disposait pas d’hôtel et de terrain de camping.

#### Agriculture
Saint-Méry est dans la petite région agricole dénommée la « Brie française »,  (ou Basse-Brie), une partie de la Brie autour de Brie-Comte-Robert. En 2010, l'orientation technico-économique de l'agriculture sur la commune est la culture de céréales et d'oléoprotéagineux (COP).
Si la productivité agricole de la Seine-et-Marne se situe dans le peloton de tête des départements français, le département enregistre un double phénomène de disparition des terres cultivables (près de 2 000 ha par an dans les années 1980, moins dans les années 2000) et de réduction d'environ 30 % du nombre d'agriculteurs dans les années 2010. Cette tendance n'est pas confirmée au niveau de la commune qui voit le nombre d'exploitations rester constant entre 1988 et 2010. Parallèlement, la taille de ces exploitations augmente, passant de 113 ha en 1988 à 121 ha en 2010.
Le tableau ci-dessous présente les principales caractéristiques des exploitations agricoles de Saint-Méry, observées sur une période de 22 ans : 
|                                      | 1988 | 2000 | 2010 |
| ------------------------------------ | ---- | ---- | ---- |
| Dimension économique,                |      |      |      |
| Nombre d’exploitations (u)           | 4    | 5    | 4    |
| Travail (UTA)                        | 12   | 6    | 7    |
| Surface agricole utilisée (ha)       | 451  | 468  | 484  |
| Cultures                             |      |      |      |
| Terres labourables (ha)              | 445  | 464  | 484  |
| Céréales (ha)                        | 330  | 308  | 306  |
| dont blé tendre (ha)                 | 216  | 184  | 216  |
| dont maïs-grain et maïs-semence (ha) | 81   | 53   | 41   |
| Tournesol (ha)                       | s    |      |      |
| Colza et navette (ha)                | s    | s    | s    |
| Élevage                              |      |      |      |
| Cheptel (UGBTA)                      | 46   | 0    | 0    |

## Culture locale et patrimoine

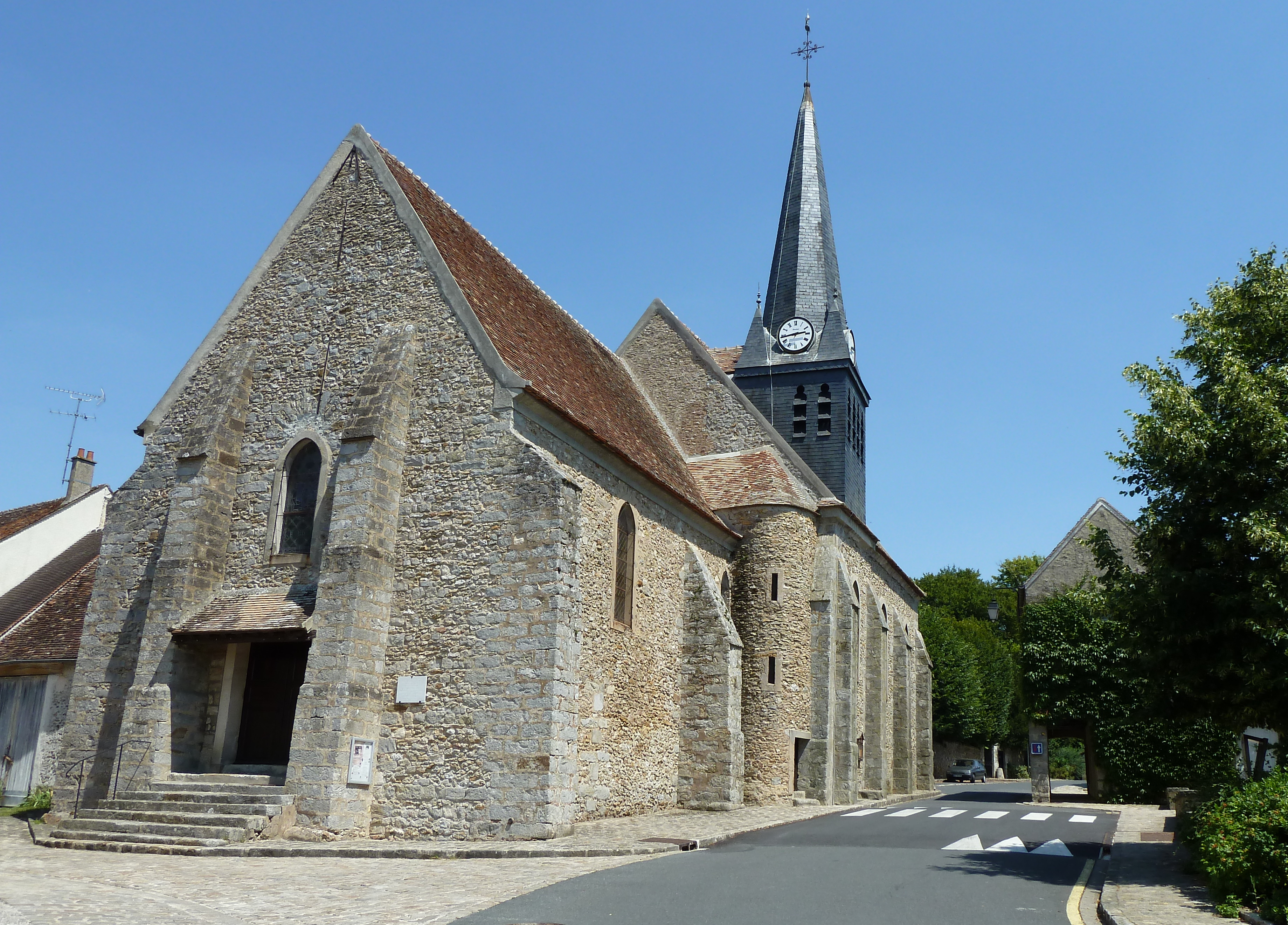
L'église Saint-Méry, vue depuis l'ouest.

### Lieux et monuments
- Église Saint-Méry (inscrite monument historique par arrêté du 22 août 1949[59]).
- Lavoir couvert sur la rue de la Prée, près de la RD 57.
- Prieuré de Notre-Dame de Roiblay.
- Château de Saint-Méry

### Personnalités liées à la commune
- Bernard Delhom, 1885-1996 doyen des français y est enterré